# Descubrimiento de Jizhong
El descubrimiento de Jizhong (汲冢, o Jijun 汲君, parte del norte de la actual Henán) en el año 279 d. C. es un acontecimiento importante en la paleografía de la antigua China, registrado en el Libro de Jin.
Un ladrón de tumbas llamado Fou Zhun ( 不準) irrumpió en la tumba del rey Xiang de Wei (r. 318–296 a. C.) y encontró allí un corpus de láminas de bambú manuscritas antiguas. Su descubrimiento se convirtió en una fuente de estudios textuales que había sido imposible desde el trabajo editorial de Liu Xiang y Liu Xin de Han.
La importancia del descubrimiento de Jizhong es comparable al descubrimiento de Guodian para los estudios modernos.
El trabajo editorial inicial para las láminas encontradas fue hecho por Xun Xu (fallecido en 289), Director de la Biblioteca Imperial, aunque fue cuestionado por sus sucesores. De sus ediciones, sólo dos han sobrevivido; el gran número de citaciones posteriores muestra la extensión e influencia del trabajo de Xun Xu.
Entre los textos de Jizhong, el que ha ejercido una influencia más profunda es los Anales de Bambú, pero los Anales de Bambú no fueron el único texto recuperado. Conocido colectivamente como Jízhŏng shū (汲塚書), también incluye el Guoyu, el I Ching, el Cuento del Rey Mu, el Suoyu (瑣語, literalmente "Refranes Menores", antología de relatos de lo extraño o zhiguai 志怪), varios glosarios del periodo de los Reinos Combatientes, y otros títulos de interés.
Aunque la mayor parte de la colección se perdió posteriormente, el trabajo de restauración, el cual implicó identificar un gran número de variantes así como recopilar las láminas de bambú fragmentadas y encontrar paralelismos en la literatura llegada hasta la época, avivó un renovado interés en la epigrafía y los textos antiguos entre los eruditos contemporáneos de Xun Xu como Lü Chen (呂忱), quién se extendió sobre el Shuowen Jiezi para escribir el Zilin, Guo Pu (郭璞), quién escribió anotaciones a Erya, Sancang, Fangyan, Shan Hai Jing, y el Cuento del rey Mu, y Zhang Hua, quién escribió un tratado enciclopédico sobre temas de gran alcance, supuestamente en mil rollos, el Bowuzhi, para anotar unos cuantos.
Desde el Libro de Sui, el descubrimiento de Jizhong se conoce generalmente como la fuente del Yi Zhou Shu (逸周書). Sin embargo, esta declaración debe ser tomada con precaución. Su fuente, el Libro de Jin, de hecho enumera el "Zhou shu" (周書) entre los títulos del hallazgo de Jizhong. Aun así, algunos de los capítulos actualmente contenidos en este compendio son evidentemente posteriores al Rey Xiang de Wei.